# Liste des vicomtes, comtes et ducs de Cardona
Pour les articles homonymes, voir Cardona (homonymie).
 (août 2024).
Si vous disposez d'ouvrages ou d'articles de référence ou si vous connaissez des sites web de qualité traitant du thème abordé ici, merci de compléter l'article en donnant les références utiles à sa vérifiabilité et en les liant à la section « Notes et références ».
Ceci est une liste des vicomtes, comtes et ducs de Cardona, qui ont gouverné la seigneurie de Cardona, élevée successivement au rang de vicomté, de comté, puis de duché. Ils sont les fondateurs de l'importante famille Folch de Cardona.

## Vicomtes de Cardona

Blason de la famille de Cardona.

- 1040 - 1086 : Raymond Folch Ier de Cardona (ca) (mort en 1086), premier vicomte de Cardona

marié à Ermessinde et père d'Ermessinde de Cardona (ca).
- 1086 - 27 avril 1151 : Bernard Aimé de Cardona (ca) (1086 - 27 avril 1151), fils d'Ermessinde de Cardona et petit-fils de Raymond Folch Ier de Cardona.

marié à Almodis de Barcelone (dernière vicomtesse enterrée à Casserres).
- 27 avril 1151 - 3 mars 1176 : Raymond Folch III de Cardona (ca) (1130 - 3 mars 1176), fils de Raymond Folch II de Cardona (1110 - 1150) et Guillemine de Melgueil, petit-fils du précédent.

marié à Isabelle Sibylle d'Urgell.
- 3 mars 1176 - 12 juillet 1225 : Guillaume Ier de Cardona (ca) (1156 - 12 juillet 1225), fils du précédent.

marié à Gueraua de Jorba.
- 12 juillet 1225 - 23 août 1241 : Raymond Folch IV de Cardona (ca) (1180 - 23 août 1241), fils du précédent.

marié à Agnès de Tarroja (ca).
- 23 août 1241 - 5 juin 1276 : Raymond Folch V de Cardona (ca) (1220 - 5 juin 1276), fils du précédent.

marié à Esclarmonde de Foix, puis à Sibylle d'Ampurias.
- 5 juin 1276 - 31 octobre 1320 : Raymond Folch VI de Cardona (ca) (26 mai 1259 - 31 octobre 1320), fils du précédent.

marié à María Álvarez de Haro.
- 31 octobre 1320 - 25 août 1334 : Hugues Ier de Cardona (es) (avril 1307 - 25 août 1334), fils du précédent. Enterré dans le monastère de Cardona.

marié à Béatrice d'Anglesola.
- 25 août 1334 - 1375 : Hugues II de Cardona (ca) (15 octobre 1328 - 1375), fils du précédent. Enterré dans le monastère de Cardona.

marié à Béatrice de Luna.

## Comtes de Cardona
En récompense de ses services, en particulier dans la guerre qui l'oppose à Jacques III de Majorque, le roi d'Aragon Pierre IV élève Hugues II de Cardona à la dignité comtale en 1375.
- 1375 - 2 août 1400 : Hugues II de Cardona (ca) (1375 - 2 août 1400). Enterré dans le monastère de Cardona.

marié à Béatrice de Luna.
- 2 août 1400 - 11 avril 1441 : Jean Raymond Folch Ier de Cardona (en) (3 janvier 1375 - 11 avril 1441), fils du précédent.

marié à Jeanne de Gandie.
- 11 avril 1441 - 1471 : Jean Raymond Folch II de Cardona (en) (1400-1471), fils du précédent.

marié à Jeanne de Prades.
- 1471 - 18 juin 1486 : Jean Raymond Folch III de Cardona (9 janvier 1418 - 18 juin 1486), fils du précédent.

marié à Jeanne d'Urgell.
- 18 juin 1486 - 1491 : Jean Raymond Folch IV de Cardona (1446 - 29 janvier 1513), fils du précédent.

marié à Aldonça Enríquez.

## Ducs de Cardona
En récompense de ses services, le roi d'Aragon Ferdinand II élève Jean Raymond Folch IV de Cardona à la dignité ducale en 1491.

### Famille de Folch de Cardona
- 1491 - 29 janvier 1513 : Jean Raymond Ier, duc de Cardona, comte de Prades, vicomte de Vilamur (1487 - 1513) et marquis de Pallars (Sobira) (1491 - 1513) ;
- 29 janvier 1513 - 13 novembre 1543 : Ferdinand (en) (1469 - 13 novembre 1543), fils du précédent, duc de Cardona et marquis de Pallars (1513 - 1543) ;
- 13 novembre 1543 - 30 août 1564 : Jeanne Ire (es) (1499 - 30 août 1564), fille du précédent, duchesse de Cardona et marquise de Pallars (1543 - 1564).

Jeanne de Cardona épouse Alphonse (es), duc de Ségorbe (es) (arrière-petit-fils de Ferdinand Ier d'Aragon). Ils fondent la dynastie des Cardona y Aragón, et le titre de Pallars revient à leur fils, François de Cardona y Aragón.

### Famille de Cardona y Aragón
- 30 août 1564 - 12 mai 1572 : François (ca) (1539 - 12 mai 1572), duc de Cardona et de Ségorbe, et marquis de Pallars ;
- 12 mai 1572 - 16 août 1608 : Jeanne II (ca) (1543 - 16 août 1608), sœur du précédent, duchesse de Cardona et de Ségorbe, et marquise de Pallars.

Jeanne de Cardona y Aragón épouse Diego Fernández de Córdoba (ca), marquis de Comares. Ils fondent la dynastie des Aragón Cardona y Córdoba, et le titre de Pallars revient à leur petit-fils, Henri Raymond d'Aragón Cardona y Córdoba.

### Famille de Aragón Folch de Cardona y Córdoba
- 16 août 1608 - 22 juillet 1640 : Enrique Ramón de Aragón Folch de Cardona (en) (12 août 1548 - 22 juillet 1640), marquis de Comares (1601 - 1640), duc de Cardona et de Ségorbe, et marquis de Pallars (Sobirà) (1608 - 1640) ;
- 22 juillet 1640 - 14 janvier 1670 : Luis de Aragón Folch de Cardona (ca) (4 janvier 1608 - 14 janvier 1670), fils du précédent, duc de Cardona et de Ségorbe, et marquis de Comares et de Pallars (1640 - 1670) ;
- 14 janvier 1670 - 5 mars 1670 : Joaquín de Aragón Folch de Cardona (ca) (24 avril 1667 - 5 mars 1670), fils du précédent, duc de Cardona et de Ségorbe, et marquis de Comares et de Pallars (1670) ;
- 5 mars 1670 - 1675 : Pedro Antonio de Aragón (en) (7 novembre 1611 - 1er septembre 1690), fils d'Enrique Ramón de Aragón Folch de Cardona, oncle du précédent, duc de Cardona et de Ségorbe, et marquis de Comares et de Pallars (1670 - 1675) ;
- 1675 - 16 février 1697 : Catalina Antonia de Aragón Folch de Cardona (ca) (21 mars 1635 - 16 février 1697), fille de Luis de Aragón, demi-sœur de Joaquín de Aragón et nièce du précédent, duchesse de Lerma (1660 - 1697), duchesse de Cardona et de Ségorbe, et marquise de Comares et de Pallars (1675 - 1697).

Catalina Antonia de Aragón est l'épouse de Juan Francisco de la Cerda, duc de Medinaceli. À sa mort, ses domaines et titres reviennent à leur fils, Luis Francisco de la Cerda y Aragón (en) (1654–1711).

### Famille de Medinaceli

Blason de la famille de Medinaceli.